# René Sommerfeldt
René Sommerfeldt (n. 2 octombrie 1974, Zittau, Republica Democrată Germană, Germania) este un schior de fond ce a reprezentat Germania, medaliat olimpic. A participat la 4 ediții ale Jocurilor Olimpice (1998, 2002, 2006, 2010) în care a câștigat o medalie de argint și o medalie de bronz.